# Бегежан (озеро)
Бегежа́н или Бекежа́н (каз. Бекежан) — болото, бывшее ранее озером, в Костанайском районе Костанайской области Казахстана. Находится в 25 км к югу от посёлка Костычевка.
По данным топографической съёмки 1944 года, площадь поверхности озера составляла 1,15 км². Наибольшая длина озера — 1,3 км, наибольшая ширина — 1,3 км. Длина береговой линии — 3,9 км, развитие береговой линии — 1,02. Озеро располагалось на высоте 208,1 м над уровнем моря.